# Place des femmes dans la littérature africaine
Cet article présente la condition féminine telle que décrite dans la littérature africaine, ainsi que la place des femmes écrivains dans cette littérature. D'après Ibrahima Bâ, chercheur sénégalais, cette place est petite et les personnages féminins servent souvent de faire-valoir à des héros masculins. En revanche, Catherine Coquery-Vidrovich, chercheuse au CNRS, estime que la littérature africaine est plus prolixe sur la condition féminine que les écrits d'ethnologie ou d'histoire. Les femmes africaines en littérature sont présentées tantôt comme fortes, tantôt comme victimes, ce qui résulte peut-être de deux mythes opposés : la femme-mère, et l'Amazone, figures traditionnelles de femmes africaines. 

## Littérature orale
Certaines femmes occupent la fonction de griotte, encore contemporaine. Ainsi, certains griots et griottes s'engagent contre les mutilations génitales féminines. Citons aussi Assetou Diabaté, franco-malienne de la lignée de griots Diabaté. 

## Chronologie
Plusieurs types féminins sont présents sur l'ensemble des périodes des littératures africaines : des femmes fortes ou victimes et des femmes en lutte. 

### Littérature coloniale
Dans Le Roman d'un spahi en 1881, Pierre Loti décrit une femme africaine, Fatou-gaye, avec exotisme et de manière stéréotypée. Cette femme puérile et irresponsable s'oppose à d'autres personnages féminins, une blanche et une métisse. Son histoire est celle d'un rachat moral, qui n'est pas commenté par le narrateur. Dans l'enfant noir de Camara Laye, la mère du narrateur a de l'autorité et même des pouvoirs magiques, quoi qu'elle reste dans un rôle maternel. Dans Les bouts de bois de Dieu de Sembène Ousmane, plusieurs figures de femmes en lutte, dont une fille de huit ans, sont mises en avant.

### Littérature des indépendances
Avec les indépendances, les sociétés africaines connaissent de profondes mutations et des femmes commencent à écrire. Chez Henri Lopès, dans Monsieur le Député, il y a décalage entre les discours politiques du député et son comportement misogyne vis-à-vis de son épouse, de sa fille et de sa maîtresse enceinte. Dans cette nouvelle, l'homme a le pouvoir, et son pouvoir sur les femmes fait partie de sa domination politique. Le premier roman de Flora Nwapa, Efuru (1966) met en scène une femme victime de la société traditionnelle, une nigériane en en pays traditionnel ibo qui tente d'y résister mais échoue. Le personnage éponyme étant une "femme remarquable", la chute en sera plus dure. Mongo Beti publie Perpetue en 1974, livre dont le sous-titre est "l'habitude du malheur", et qui met en scène le personnage éponyme, victime de la société moderne. Sarraounia (1980) est écrit par Abdoulaye Mamani, écrivain du Niger et présente une Amazone.

### Littérature contemporaine
Amkoullel, l'enfant peul (1991), écrit par Amadou Hampaté Bâ, a une valeur autobiographique. La mère de l'auteur prend une place importante. Tsitsi Dangarembga écrit À fleur de peau, publié en 1988, qui traite des mutations induites par la colonisation, et qui n'ont pas le même effet sur les femmes et sur les hommes. Destination Biafra (1982) a pour cadre la guerre du Biafra. L'autrice, Buchi Emecheta, présente une femme vengeresse, alors que les autres romans de ce cadre ne mettent quasiment pas en scène de femme. Aminata Sow Fall présente les réalités de la femme forte dans les sociétés modernes.

## Image des femmes écrivains
Une image commune d'une Afrique patriarcale empêchant les femmes d'écrire va de pair avec la présentation de quelques écrivaines africaines comme exceptionnelles. La littérature féminine africaine, en tant que contre-discours, donne des images de femmes puissantes écrites par des militantes de l'ombre. Le parcours des écrivaines médiatisées ne doit cependant pas faire l'objet de généralisation, puisque beaucoup d'entre elles ont côtoyé d'autres cultures, comme les cultures européennes, ou nord-américaines, souvent en tant qu'étudiantes. Des écrivaines comme Calixthe Beyala et Marie Ndiaye obtiennent des prix littéraires, ce qui les extrait de la marginalité. La mise en récit de l'Afrique (tradition et modernité, sujets comme la maternité, la polygamie ou l'excision) peut être stéréotypée du fait d'une double culture des autrices. Beaucoup d'autrices sont par ailleurs méconnues
. 

## Dans le théâtre africain
Le théâtre historique et politique africain donne une meilleure image des femmes africaines que les récits des colonisateurs, dont le mépris envers les populations indigènes, jugées attardées, s'applique particulièrement aux femmes. Ces dernières sont notamment présentées comme nues, cette nudité étant un signe de sauvagerie. Mais le théâtre historique réhabilite les femmes, notamment des figures historiques comme Béatrice du Congo. Citons aussi La tragédie du roi Christophe d'Aimé Césaire, où le personnage de Mme Christophe, dont les origines sont ancillaires, agit avec dignité. En revanche, le théâtre de mœurs sociales la présente davantage comme faible. Dans la pièce Mhoi-Ceul de Bernard Dadié, les personnages féminins agissent avec insouciance. Dans les nouvelles dramaturgies, hommes comme femmes appartiennent à une même humanité et subissent les réalités de la guerre ou de l'exil
.